# Charles Henry Ryall
Charles Henry Ryall, född 1874 i Jalandhar i Indien, död 6 juni 1900 i Afrika, var en brittisk järnvägsinspektör i Mombasa och en känd storviltsjägare. Han blev känd då han dödades av ett människoätande lejon då han sov i sin tågkupé. Ryall var även vän till överste John Patterson som sköt de två människoätande lejonen från Tsavo ett par år tidigare.

## Tar på sig uppdraget
Ryall hade fått höra att en stor människoätande lejonhanne härjade vid järnvägsstationen i området Kima och dödat flera av stationens anställda. Lejonet hade även försökt ta sig in genom taket på stationen, men inte lyckats. Ryall var på resa med tåg från Mombasa till Nairobi i officiella affärer, men gjorde ett uppehåll för att ta på sig uppdraget att döda lejonet. Med sig hade han sina goda vänner Huebner och Parenti som ville se på när han sköt lejonet. Enligt Ryall själv skulle det bli en enkel match att döda lejonet då han hade skjutit flera lejon tidigare.
De sökte hela dagen efter lejonet utan framgång och misstänkte att det kunde dyka upp under natten eftersom det är den tid på dygnet då lejon är som mest aktiva. De åt middag och på natten till den 6 juni planerade Ryall att locka lejonet till sin tågvagn som stod parkerad på stationen, genom att lämna skjutdörren till vagnen och fönstret öppet för att lättare kunna skjuta lejonet när det svalde betet. Ryall sa åt sina kollegor att sova medan han höll vakt. Huebner la sig i vagnens överslaf medan Parenti sov på golvet, och Ryall vaktade vid fönstret.

## Villebrådet dödar jägaren
Ryall slog sig ner vid det öppna vagnfönstret i sin bädd med ett laddat gevär. Men han somnade efter ett långt vaktpass utan att något hände. Lejonet som varit i närheten hela tiden och bara väntat på rätt tillfälle tog sig då fram till vagnen och in genom den öppna dörren och anföll Ryall, grep honom över strupen och hoppade sedan ut genom fönstret med Ryall i gapet och försvann i natten.
Nästa dag hittades Ryalls sargade kropp i närheten av stationen, varefter den fördes till Nairobi för begravning. Ryall blev 26 år gammal.

## Kollegor med otrolig tur
För att nå Ryall hade lejonet ställt sig på Parenti som låg på järnvägsvagnens golv. Eftersom det valt ut Ryall som byte var lejonet nog inte intresserat av de två andra männen. Parenti och Huebner överlevde attacken. Huebner som vaknat av lejonets rytande hade lyckats ta sig ut genom vagnsdörren som hade stängts av de indiska medhjälparna på stationen för att hålla lejonet inne i vagnen. Huebner låste sedan in sig i stationens kök. Otroligt nog hade Huebner klivit på lejonets rygg för att ta sig ner från överslafen. De indiska arbetarna band fast dörrens handtag med hjälp av sina turbaner sedan Huebner tagit sig ut ur vagnen. Parenti klarade sig mirakulöst nog också trots att lejonet stått på honom i flera minuter medan det kämpat med Ryall, varefter Parenti sökte skydd på stationen.

## Annan teori
Andra tror istället att Ryall efter en lång vakt till slut trodde att lejonet inte skulle dyka upp och drog sig tillbaka för natten, och att han egentligen hade tänkt stänga dörren efter sig, men inte lyckats stänga den ordentligt.
Ryall själv underskattade lejonet då han ansåg att det skulle bli en enkel match att döda det, och anade inte att det skulle komma fram först när han själv somnat. Människoätare är ofta medvetna om att det är farligt att jaga människor och oftast lär de sig vilka vanor deras offer har, hur man undviker andra människor eller väntar på att alla slutar vara på sin vakt innan de slår till.

## Lejonet besegras
Kort efter tog jakten på lejonet ny fart då Ryalls mor erbjöd en belöning på ettusen pund till den som dödade lejonet. Till slut fångades lejonet i en bur ett par månader senare av några av järnvägsbolagets jaktexperter. Det visades upp i flera dagar och sköts sedan.